# 阿马里
阿马里（希臘語：Αμάρι）是希腊克里特大区雷西姆农专区的市镇，位于克里特岛中部。市镇面积为277.3平方公里，2021年人口数量为5,572人。

## 行政
阿马里市镇是在2011年地方政府改革中设立的，由原两个市镇合并而成，而原市镇则成为此市镇的两个市区。